# Хасбік
Хасбулла Магомедович Магомедов, більш відомий як Хасбік, (7 липня 2002 , Махачкала ) — російський відеоблогер, відомий який завдяки карликовості і вірусним роликам в рунеті. У вересні 2022 року підписав контракт із промоцією UFC.

## Біографія

### Ранні роки
Хасбік народився 7 липня 2002. Його батьки походять із корінного народу даргінців з Дагестану. У віці п'яти років в нього була виявлена генетична аномалія, яка викликала гормональні порушення та проблеми зі зростанням. Станом на  2023 рік, він мав висоту 93 см та вагу близько 20 кг. Хасбік стверджував, що лікарі не змогли встановити діагноз.

### Популярність
Почав ставати відомим після вірусного відео в Рунеті, на якому він їв полуницю і прокоментував це словами «Полуниця — бомба, чесно кажучи». Потім організатор турнірів поп-ММА, Асхаб Тамаєв, звернувся до нього з пропозицією брати участь у своїх відео, після чого на каналі Тамаєва з'явилася серія популярних розважальних відео з Магомедовим, що стали відомими на YouTube. Його слава ще більше зросла після конфлікту та бою з таджицьким співаком Абдурозіком, після чого відео пресконференції поп-бійців, яку вони провели у листопаді 2022 року, набрало понад 17 мільйонів переглядів. У літній період 2021 року Магомедов і Тамаєв припинили співпрацю через фінансові та особисті розбіжності.
За оцінкою Forbes до лютого 2023 Магомедов заробив на своїй діяльності понад 2 млн $. Наступного дня після публікації Магомедов спростував цю цифру і погрожував виданню судом.

### UFC
Після припинення співпраці з Тамаєвим, Хасбік став почесним гостем промоції UFC. У вересні 2022 року він підписав з організацією п'ятирічний контракт з метою відображення подій, що відбуваються під егідою цього промоушену. У грудні 2022 року компанія EA Sports додала Хасбіка до відеогри UFC 5.

### Решта діяльності
Після нападу ХАМАСу на Ізраїль Магомедов підтримав ХАМАС. Після чого закликав до погромів проти біженців з Ізраїлю.